# La Cène (Le Pérugin)
Pour les articles homonymes, voir La Cène (homonymie).
La Cène  du Pérugin est une fresque de 440 × 800 cm, réalisée vers 1493-1496, et faisant partie de la décoration du Cenacolo di Fuligno, le réfectoire de l'ancien couvent Sant'Onofrio à Florence.

## Histoire
Le couvent de Fuligno tient son nom des sœurs franciscaines tertiaires originaires d'Ombrie qui l'occupèrent à partir de 1419. 
Au cours des siècles, l'édifice devint le couvent des jeunes filles de familles nobles florentines et fut fortement embelli grâce en particulier aux subventions de Laurent de Médicis et de la famille Lapaccini. 
À la fin du XVIe siècle, Le Pérugin, qui s'était établi principalement à Florence à partir de 1493, y travailla.
Après la suppression du couvent en 1800, la fresque fut « découverte » et accessible aux personnes extérieures au couvent.
Dans l'enthousiasme général, l'œuvre a été d'abord attribuée à Raphaël et enfin à son véritable auteur : Le Pérugin.

## Thème
Le thème de l'œuvre est un de ceux de l'iconographie chrétienne : La Cène (terme issu du latin cena : repas du soir) est le nom donné par les chrétiens au dernier repas que Jésus-Christ prit avec les douze apôtres le soir du Jeudi saint, avant la Pâque juive, peu de temps avant son arrestation, la veille de sa Crucifixion (appelée encore Passion par les chrétiens), et trois jours avant sa résurrection.

## Description

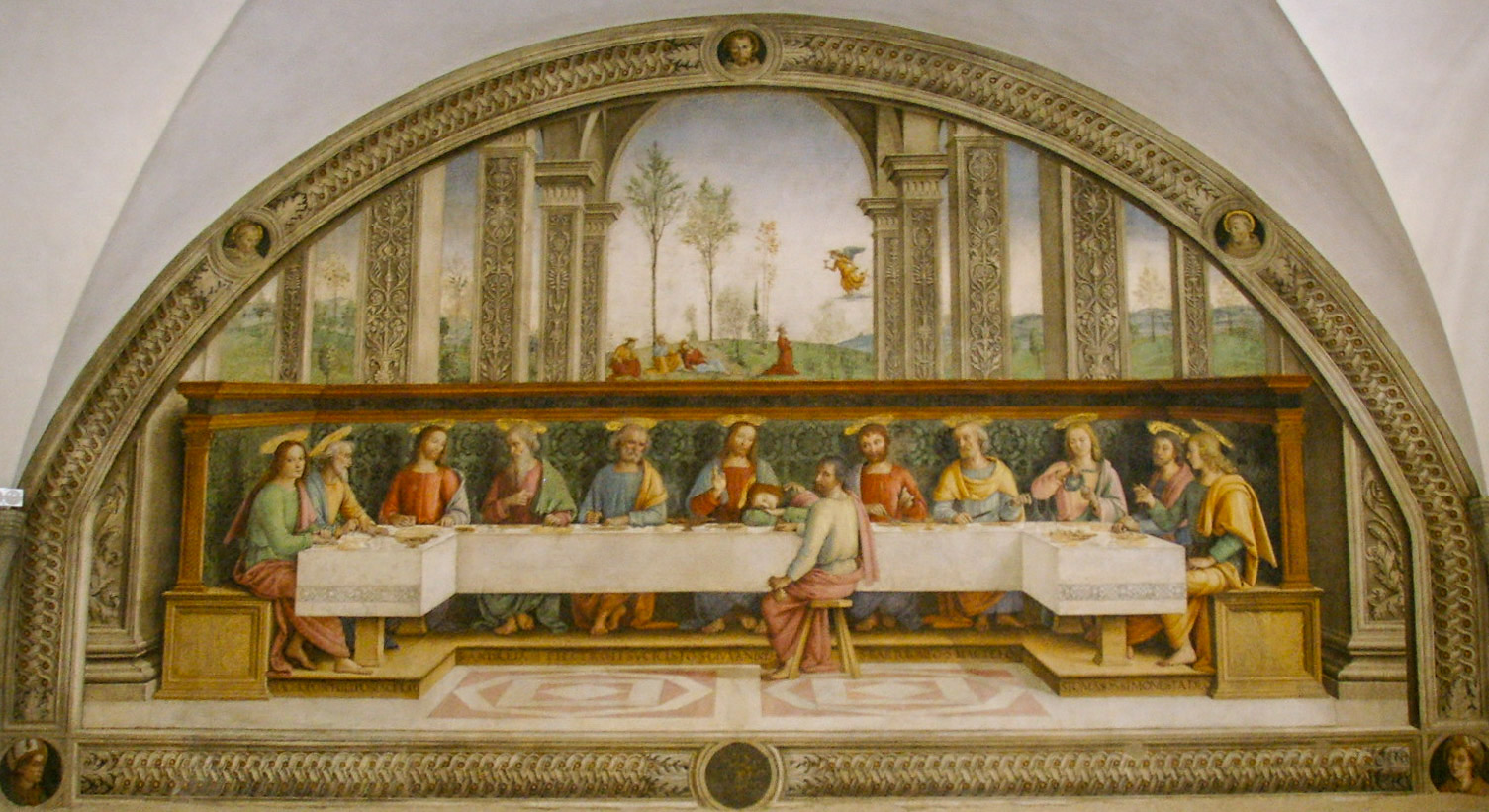
La Cène (Le Pérugin)

La grande composition s'articule autour d'une grande table en forme de « U » le long de laquelle sont disposés Jésus et ses apôtres assis sur un long banc dont le dossier est tapissé de vert. La seule exception est constituée, comme le veut la tradition, par Judas Iscariote, qui se trouve de dos de l'autre côté de la table, assis sur un tabouret et se tournant vers le spectateur. Il tient à la main une bourse contenant le prix de sa trahison. Saint Jean dort d'un profond sommeil, tandis que le Christ lui pose tendrement une main sur l'épaule.
Les inscriptions sur le gradin en bois de la base du panneau indiquent les noms des apôtres qui sont  de gauche à droite :
Jacques d'Alphée, Philippe, Jacques de Zébédée, André, Pierre, [Jésus], Jean, Barthélemy, Matthieu, Thomas, Simon le Zélote (Judas Iscariote au milieu).

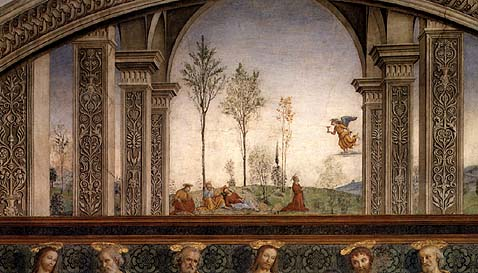
La scène du fond : L'Agonie dans le Jardin des Oliviers.

Le pavement perspectif, composé de motifs géométriques  blancs et roses, est semblable à celui des Miracles de saint Bernardin, une œuvre de jeunesse du Pérugin. 
Au-delà de la cène s'ouvre une vaste colonnade, prolongeant celle de l'architecture réelle du réfectoire ouvrant la cloison vers une colonnade à pilastres décorés de grotesques, surmontés de chapiteaux en saillie de chaque côté, et de voûtes à arcs à plein cintre.
Au-delà, derrière la scène, s'ouvre un vaste paysage ponctué d'arbrisseaux dans lequel est inscrite la scène de l'Agonie dans le Jardin des Oliviers dont le paysage est prolongé entre les piliers jusqu'au bord du cadre. 
Une corniche imitant un motif en marbre entrelacé encadre la composition ; cinq médaillons de portraits de saints s'y trouvent disposés régulièrement, selon la tradition florentine (utilisée par exemple par Fra Angelico pour la Crucifixion avec saints) ainsi que les armoiries du commanditaire en bas au centre.

## Analyse
La scène applique strictement les règles de la perspective symétrique de l'architecture, très présente dans le reste des productions du Pérugin : on retrouve cette particularité dans le polyptyque Albani Torlonia, L'Apparition de la Vierge à saint Bernard et dans La Pietà. 
Les sentiments des personnages sont à peine suggérés, les couleurs sont vives et se fondent les unes dans les autres afin de créer du volume. Cet effet est accentué par l'usage de perspective géométrique du paysage qui se fond en bleu.
Le paysage est l'un des éléments les plus caractéristiques de l'école ombrienne, typique du Pérugin.
À remarquer l'aspect en bloc de marbre de la nappe, sans plis détaillés comme on peut le constater sur les autres représentations du genre en particulier à Florence (Andrea del Castagno, Andrea del Sarto, Ghirlandaio).